# Communauté rurale de Boutoucoufara
La communauté rurale de Boutoucoufara est une communauté rurale du Sénégal située à l'est du pays. 
Elle fait partie de l'arrondissement de Dianké Makha, du département de Goudiry et de la région de Tambacounda.